# Vyšná Myšľa
Vyšná Myšľa, do roku 1927 Vyšná Misla (maďarsky Felsőmislye), je obec na Slovensku v okrese Košice-okolí. Obec se nachází na jihovýchodě Košické kotliny na východním svahu Slanských vrchů, na levém břehu Olšavy. U obce je vodní plocha, kterou vytváří zřídlo, ze kterého vytéká minerální voda. V obci je zastávka na železniční trati Košice–Čop.

## Historie
Vyšná Myšľa je poprvé písemně zmíněna v roce 1325 jako Fel Misle; patřila k panství probošta v sousední Nižné Myšli. V roce 1427 bylo v berním rejstříku uvedeno 25 port. V roce 1720 zde byly čtyři obydlené domácnosti, v roce 1828 zde bylo 116 domů a 854 obyvatel, kteří byli zaměstnáni jako zemědělci. Do roku 1918 byla obec součástí Uherska. V letech 1938 až 1945 byla kvůli první vídeňské arbitráži součástí Maďarska.

## Památky
- Archeologická lokalita Koscelek – zbytky zaniklého raně gotického kostela s pravoúhlým ukončením presbytáře ze 13. století. Nachází se na zalesněné vyvýšenině nad řekou Olšava. Lokalita byla objevena během archeologického výzkumu v letech 1996–1998. Kostel byl součástí osady, která zanikla ve druhé polovině 15. století v souvislosti s boji bratříky. Kostel existoval pravděpodobně ještě v 18. století.[3] Jeho rekonstruované základy jsou prezentovány v rámci naučné stezky Horní Abov.
- Římskokatolický kostel Sedmibolestné Panny Marie – jednolodní novorománská stavba z let 1892–1894 s pravoúhle ukončeným presbytářem a věží tvořící součást její hmoty. Kostel stojí na místě starší dřevěné stavby.[4]